# Église de San Procolo
L'église de San Procolo est un lieu de culte catholique situé sur la Piazza San Zeno, dans le quartier du même nom à Vérone ; elle fait partie du diocèse de Vérone.

## Histoire
L'église a été construite entre les Ve siècle et VIe siècle sur une ancienne nécropole, le long de la Via Gallica et à l'extérieur des murs romains de Vérone, pour contenir les restes du quatrième évêque de Vérone, Procule. Cependant, le premier document dans lequel elle est mentionnée date de 846, parmi une liste d'églises restaurées ou construites par l'archidiacre véronais Pacifico. Le bâtiment d'origine mesurait 32 mètres de long et 11 mètres de large, avec un plan à une seule nef terminée par une abside ; le dallage, encore partiellement conservé, était en mortier, les fondations en galets liés par du mortier et les murs, ou du moins les parties conservées, en briques et galets disposés avec régularité.

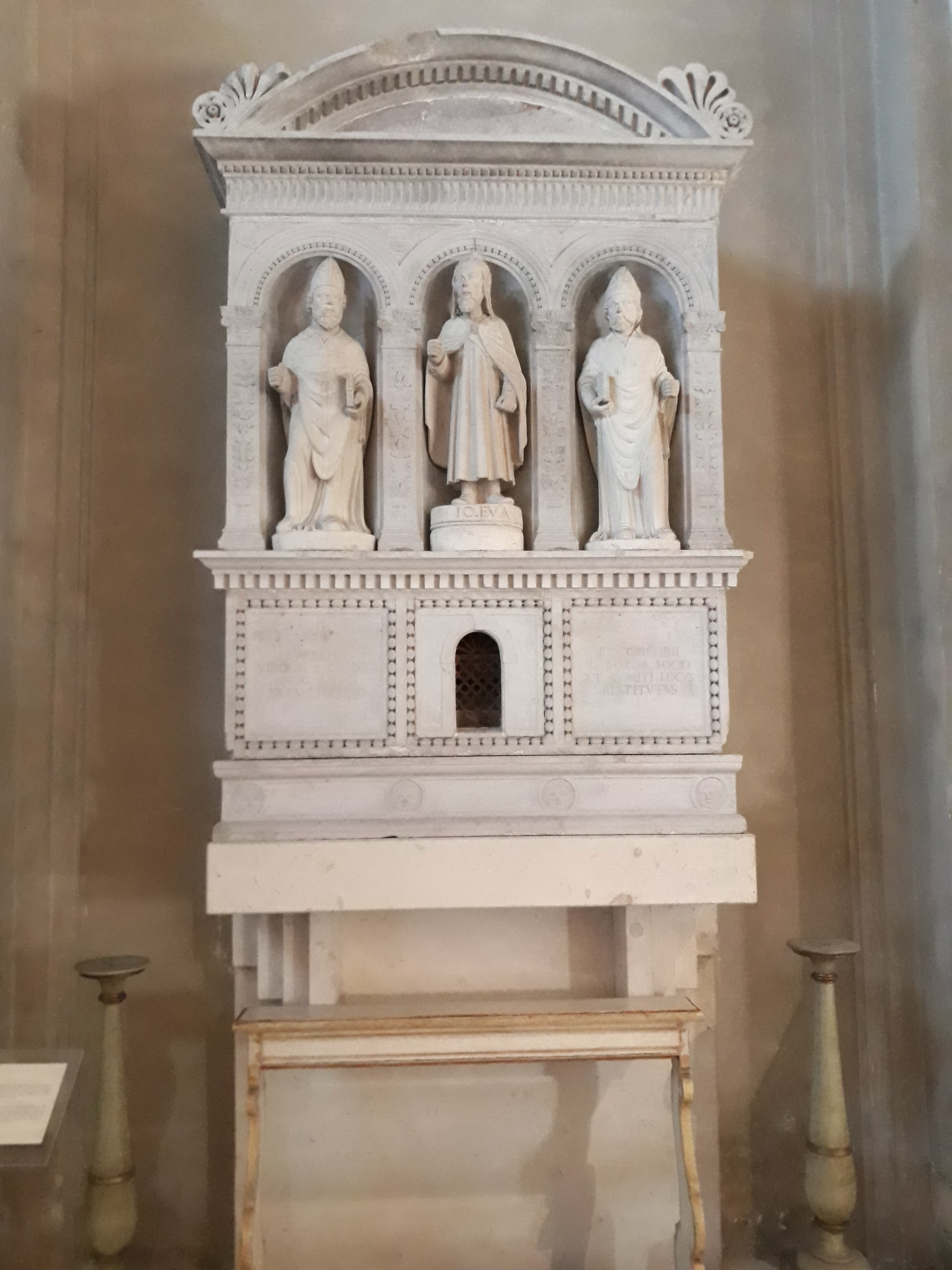
L'un des deux autels Renaissance contenant les restes des premiers évêques véronais

Au XIe siècle l'édifice était doté d'une crypte à laquelle on accédait par un grand escalier central, mais les transformations majeures eurent lieu au siècle suivant, à la suite du terrible tremblement de terre de 1117 : la crypte fut agrandie et l'église allongée de 6 mètres jusqu'à la façade actuelle, qui a été construite en style roman,.
Au fil du temps, elle a subi plusieurs autres transformations : diverses fresques ont été peintes entre les XIIIe siècle et XIVe siècle ; en 1392 fut placée une précieuse statue représentant Procolo, par Giovanni di Rigino ; au XVe siècle, un portique est construit sur le côté droit, partiellement fermé au XVIIIe siècle. Enfin, un nouvel accès à la crypte est construit au XVIe siècle.
En 1806, elle cessa d'être une église paroissiale et fut destinée à d'autres fonctions, de sorte que les travaux d'entretien devinrent de moins en moins fréquents. Certaines interventions de restauration n'ont été réalisées qu'en 1951 et 1978, mais la principale a eu lieu entre 1984 et 1988, au cours de laquelle des fouilles archéologiques ont été menées qui ont permis d'approfondir l'état des connaissances sur cet important édifice cultuel.

## Description

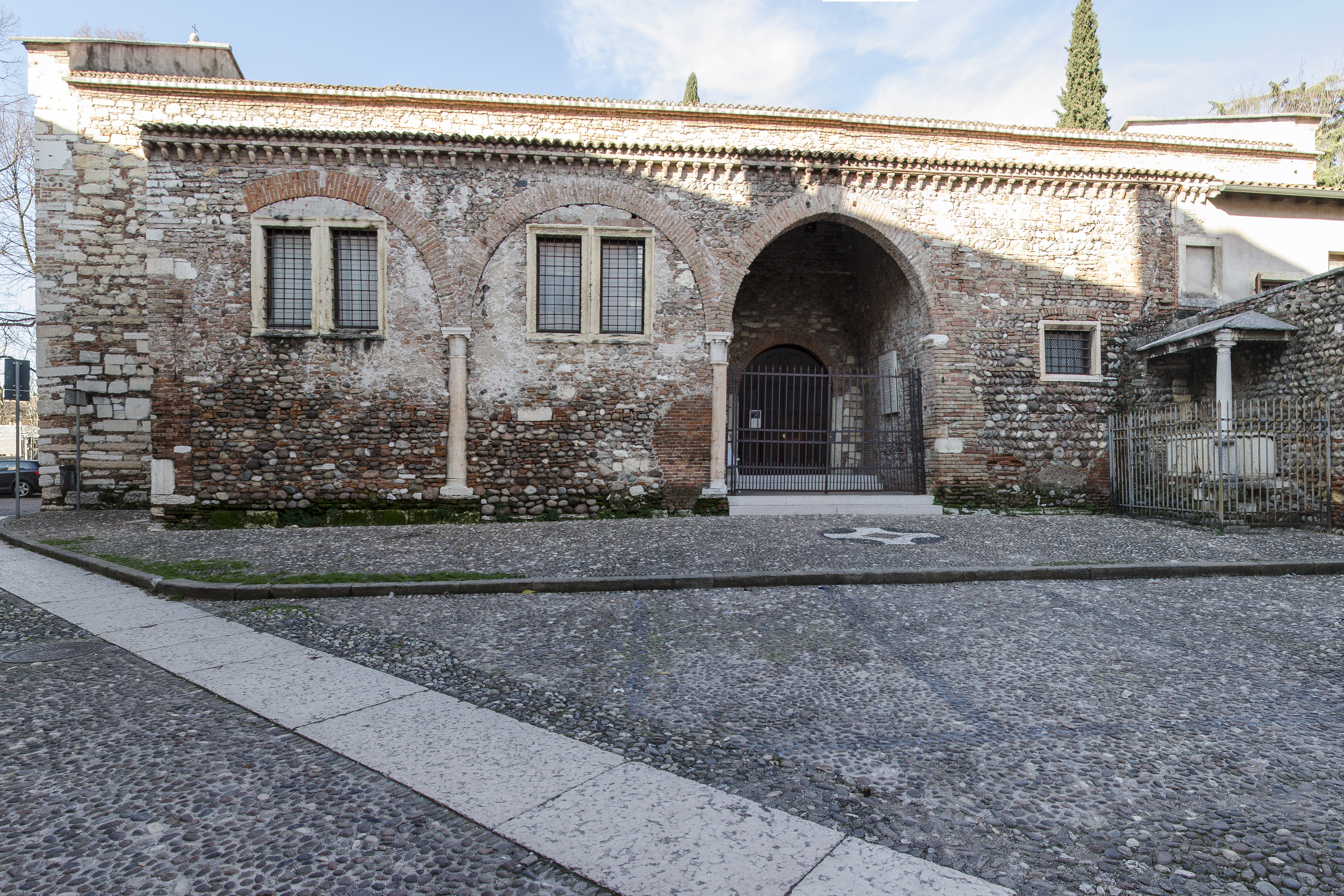
Le côté droit de l'église, avec le portique construit au XVe siècle et partiellement fermé au XVIIIe siècle

La façade à pignon est caractérisée par un petit porche qui protège l'entrée et par les deux fenêtres à meneaux sur les côtés, datant du XIIe siècle. L'intérieur est une salle à nef unique, avec deux autels placés près de la contre-façade : celui de droite contenant les reliques des saints Procolo et Agapito et celui de gauche avec les reliques des saints Euprepius et Cricinus. Un peu plus loin, sur le mur de gauche, se trouvent les anciennes portes de l'orgue de San Zeno, datables vers 1490, sur lesquelles sont représentés San Zeno, San Benedetto et l'Annonciation, insérés dans une architecture peinte. À l'intérieur de l'église se trouve également une importante sculpture de la fin du Moyen Âge à Vérone : la statue en tuf d'Avesa représentant Saint Proculus, représenté bénissant et assis sur un trône, créée en 1392 par Giovanni di Rigino et située dans le presbytère.

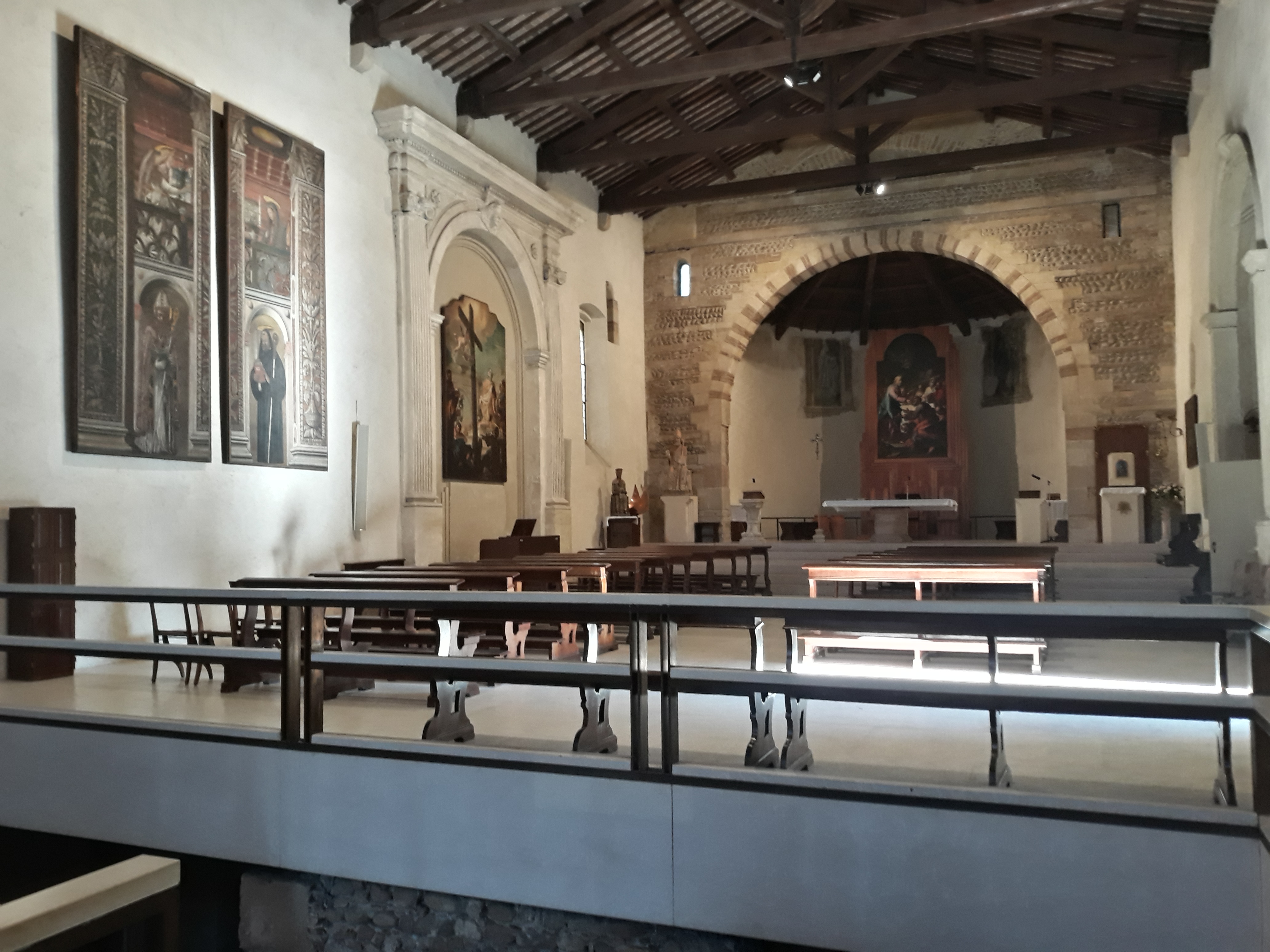
L'intérieur de l'église

Le long de l'escalier d'accès à la crypte, il est possible d'admirer une zone archéologique résultant des fouilles qui ont eu lieu à la fin des années 70 et en rapport avec les travaux de restauration de 1984-1988 : en particulier, il est possible de voir quelques tombes de la nécropole romaine, datée entre le Ier siècle et le IIIe siècle après J. C., d'autres tombes de l'Antiquité tardive, des IVe siècle et Ve siècle, et les vestiges du plan d'origine de l'église paléochrétienne du Ve siècle ou VIe siècle. La crypte est divisée en trois nefs par deux rangées d'arcs en plein cintre, reposant sur six colonnes centrales qui supportent la voûte en croisée d'ogives. Les colonnes se distinguent par des chapiteaux en remploi dont l'origine n'est pas connue, les plus anciens remontant au VIIIe siècle mais réalisés pour la plupart aux IXe siècle et Xe siècle. L'autel principal est dédié aux saints Cosme et Damien et daté de 1695 ; sur les murs se trouvent plusieurs fragments de fresques réalisées entre le XIIe siècle et le XIVe siècle.